# کاظم غریب‌آبادی
کاظم غریب‌آبادی (زاده ۱۳۵۳) دیپلمات و سیاستمدار ایرانی است که از شهریور ۱۴۰۳ به‌عنوان معاون حقوقی و بین‌المللی وزارت امور خارجه فعالیت می‌کند. وی همچنین از مهر ۱۴۰۰ تا بهمن ۱۴۰۳ به‌عنوان معاون امور بین‌الملل رئیس قوه قضائیه و دبیر ستاد حقوق بشر فعالیت کرده است.
وی نماینده دائم ایران در دفتر سازمان ملل متحد در وین و نماینده ایران در آژانس بین‌المللی انرژی اتمی بود و پیش از این به عنوان سفیر ایران در هلند و نماینده دائم نزد سازمان منع سلاح‌های شیمیایی و سازمان‌های حقوقی بین‌المللی مستقر در لاهه فعالیت می‌کرد. او از سال ۱۳۹۳ تا تیر ماه ۱۳۹۷ نیز به عنوان معاون امور بین‌الملل و همکاری‌های بین‌المللی قضائی ستاد حقوق بشر و دبیر کمیته برجام شورای عالی امنیت ملی خدمت کرده است. از او به عنوان داماد محمدباقر ذوالقدر از فرماندهان سابق سپاه و دبیر کنونی مجمع تشخیص مصلحت نظام یاد می‌شود.
غریب‌آبادی که دارای مدرک کارشناسی ارشد در رشته «دیپلماسی و سازمان‌های بین‌المللی» و دکتری حقوق عمومی از دانشگاه علامه طباطبایی است، در زمان علی لاریجانی عضو تیم مذاکره‌کننده هسته‌ای ایران و رئیس هیئت ایرانی در شانزدهمین کنفرانس سالانه سازمان منع سلاح‌های شیمیایی بوده است. وی همچنین استاد دانشگاه علوم قضایی نیز می‌باشد. پاسخ قاطع و جالب وی به یکی از عناصر ضد جمهوری اسلامی در سال ۱۴۰۰، مورد توجه رسانه‌های غربی و معاند ایران قرار گرفت.

## پیشینه کاری[۱]
- کارشناس سرپرست آسیا و اقیانوسیه، اداره کل امور بین‌الملل مجلس شورای اسلامی (۱۳۷۷)
- کارشناس ارشد وزارت امور خارجه (۱۳۸۲–۱۳۷۸)
- مدیر ارتباطات و امور بین‌الملل، برون مرزی صدا و سیما (۱۳۸۴–۱۳۸۲)
- مشاور وزیر امور خارجه در امور هسته‌ای (۱۳۸۵–۱۳۸۴)
- معاون مدیرکل امور سیاسی بین‌المللی وزارت امور خارجه (۱۳۸۸–۱۳۸۵)
- سفیر ایران در هلند و نماینده دائم نزد سازمان‌های بین‌المللی مستقر در لاهه (۱۳۹۲–۱۳۸۸)
- معاون امور بین‌الملل و همکاری‌های بین‌المللی قضائی ستاد حقوق بشر (۱۳۹۷–۱۳۹۳)
- دبیر کمیته برجام شورای عالی امنیت ملی (۱۳۹۷–۱۳۹۵)
- نماینده دائم ایران در دفتر سازمان ملل متحد در وین و نماینده ایران در آژانس بین‌المللی انرژی اتمی (۱۴۰۰–۱۳۹۷)
- معاون امور بین‌الملل رئیس قوه قضائیه و دبیر ستاد حقوق بشر قوه قضائیه (۱۴۰۳–۱۴۰۰)
- مدیرکل گزینش وزارت خارجه (۱۴۰۲)
- معاون حقوقی امور بین‌الملل وزیر امورخارجه ایران (تاکنون-۱۴۰۳)